# Nukupule
Nukupule (auch: Nougou Boule) ist eine Insel im Zentrum von Haʻapai im Pazifik. Sie gehört politisch zum Königreich Tonga.

## Geografie
Das Motu liegt im Westen des Archipels Lifuka mit Meama und Niniva und nördlich von Lofanga. Mit Meama ist die Insel Teil des Riffs Hakau Lahi. Im Süden verläuft der Kanal Ava Matanukupule.

## Klima
Das Klima ist tropisch heiß, wird jedoch von ständig wehenden Winden gemäßigt. Ebenso wie die anderen Inseln der Haʻapai-Gruppe wird Nukupule gelegentlich von Zyklonen heimgesucht.